# Kara-Köl
Kara-Köl (kirgisisch Кара-Көл mit der Bedeutung „schwarzer See“) ist eine Stadt im Westen Kirgisistans mit 27.257 Einwohnern (Stand 2022).

## Geographie
Kara-Köl liegt im Oblus Dschalal-Abad. Kara-Köl ist nicht zu verwechseln mit der weitaus größeren Stadt Karakol im Oblus Yssyk-Köl. Kara-Köl wird vom Naryn durchflossen.
Mitte der 1970er Jahre wurde bei Kara-Köl die Toktogul-Talsperre fertiggestellt. Das Wasserkraftwerk liefert seitdem einen großen Teil der Elektrizität für Kirgisistan und Usbekistan. Die Stadt liegt an der M41.

## Geschichte
Aufgrund des fruchtbaren Bodens war das Gebiet schon lange besiedelt. Zu Beginn der Sowjetunion wurden 2 Kolchosen eingerichtet. In den 1950er-Jahren wurde der Baumwollanbau gefördert. Die Bedeutung der Stadt stieg erheblich mit dem Baubeginn der Toktogul-Talsperre in den 1960er-Jahren. 1962 wurden für die Arbeiter Chruschtschowkas, Schulen, Krankenhäuser und weitere solche Einrichtungen errichtet.

### Bevölkerungsentwicklung
Quelle:
| 1970   | 1979   | 1989   | 1999   | 2009   | 2022   |
| ------ | ------ | ------ | ------ | ------ | ------ |
| 12.453 | 17.080 | 22.225 | 21.478 | 22.502 | 27.257 |